# Caroline Pellat-Finet
Caroline Pellat-Finet (Échirolles, 24 marzo 1978) è un'ex sciatrice alpina francese.

## Biografia
Originaria di Villard-de-Lans, la Pellat-Finet esordì in Coppa Europa il 7 febbraio 1996 a Pra Loup in discesa libera (52ª) e in Coppa del Mondo il 28 ottobre 2000 a Sölden in slalom gigante, senza completare la prova. In Coppa Europa conquistò tre podi, tutti in slalom gigante: il primo – la sua unica vittoria – il 26 gennaio 2001 ad Abetone, l'ultimo il 21 febbraio successivo a Ravascletto (3ª); in Coppa del Mondo prese il via 7 volte, ottenendo il miglior piazzamento, sempre in slalom gigante, alla sua ultima gara nel circuito, il 21 novembre 2001 a Copper Mountain (8ª). Si ritirò al termine della stagione 2004-2005 e la sua ultima gara fu uno slalom gigante FIS disputato il 30 marzo a Villard-de-Lans; in carriera non prese parte a rassegne olimpiche o iridate.

## Palmarès

### Coppa del Mondo
- Miglior piazzamento in classifica generale: 89ª nel 2002

### Coppa Europa
- Miglior piazzamento in classifica generale: 15ª nel 2001
- 3 podi:
  - 1 vittoria
  - 1 secondo posto
  - 1 terzo posto

#### Coppa Europa - vittorie
| Data            | Località | Paese  | Specialità |
| --------------- | -------- | ------ | ---------- |
| 26 gennaio 2001 | Abetone  | Italia | GS         |

Legenda:

GS = slalom gigante